# The Cotswolds (circonscription britannique)
Circonscription parlementaire de la Chambre des communes
La circonscription de The Cotswolds  est une circonscription située dans le Gloucestershire, et représentée à la Chambre des communes du Parlement britannique depuis 1997 par Geoffrey Clifton-Brown du Parti conservateur.

## Géographie
La circonscription comprend :
- Les villes de Tetbury, Cirencester, Stow-on-the-Wold et Northleach

## Députés
Les Members of Parliament (MPs) de la circonscription sont :
| Législature                                       | Années       | Député | Député                 | Parti        |
| ------------------------------------------------- | ------------ | ------ | ---------------------- | ------------ |
| The Cotswolds issue de Cirencester and Tewkesbury |              |        |                        |              |
| 52e                                               | 1997–2001    |        | Geoffrey Clifton-Brown | Conservateur |
| 53e                                               | 2001–2005    |        | Geoffrey Clifton-Brown | Conservateur |
| 54e                                               | 2005–2010    |        | Geoffrey Clifton-Brown | Conservateur |
| 55e                                               | 2010–2015    |        | Geoffrey Clifton-Brown | Conservateur |
| 56e                                               | 2015–2017    |        | Geoffrey Clifton-Brown | Conservateur |
| 57e                                               | 2017–2019    |        | Geoffrey Clifton-Brown | Conservateur |
| 58e                                               | 2019–Présent |        | Geoffrey Clifton-Brown | Conservateur |